# Ужасающий 4
«Ужаса́ющий 4» (англ. Terrifier 4) — будущий американский слэшер режиссёра и сценариста Дэмиена Леоне с Лорен Лаверой и Дэвидом Ховардом Торнтоном в главных ролях. Станет сиквелом к фильму «Ужасающий 3» 2024 года, четвёртой и финальной частью кинофраншизы «Ужасающий», а также пятой полнометражной картиной с участием клоуна Арта (с учётом «Кануна Дня Всех Святых»).

## Сюжет
По словам Дэмиена Леоне, в четвёртом фильме Сиенна будет спасать свою младшую двоюродную сестру Гэбби из ада.

## В ролях
- Лорен Лавера — Сиенна Шоу[1][2]
- Дэвид Ховард Торнтон — клоун Арт[1][2]

## Создание
В феврале 2023 года Дэмиен Леоне рассказал кинопорталам о своих планах снять «Ужасающий 4» и завершить им сагу о клоуне Арте. В октябре того же года режиссёр отметил, что ещё не определился с будущим франшизы.
В сентябре 2024 года, ещё до выхода фильма «Ужасающий 3» в широкий прокат, Леоне анонсировал разработку «Ужасающего 4». Уже после релиза триквела режиссёр заявил, что, возможно, разделит «Ужасающего 4» на два фильма, поскольку для завершения истории Арта и Сиенны потребуется около 150 минут — слишком большой хронометраж для слэшера. Лорен Лавера и Дэвид Ховард Торнтон вновь сыграют свои роли.
25 января 2025 года Леоне отметил, что при работе над сценарием постарается найти баланс между экранной резнёй и интересным сюжетом. 29 января, в честь своего дня рождения, постановщик заявил, что «Ужасающий 4» станет всё же последним фильмом франшизы о клоуне Арте и раскроет его происхождение: «это будет самое эпическое, захватывающее, мерзкое, кошмарное, эмоциональное и всецело удовлетворительное завершение [его истории]».